# Jet4you
Jet4you — бюджетная авиакомпания, базирующаяся в Касабланке, Марокко. Она выполняла рейсы между марокканскими городами и пунктами назначения во Франции, Бельгии, Германии, Швейцарии, Испании, Ирландии (чартер Sunway) и Италии. Её основной базой был международный аэропорт Касабланки. Направления существовали с основными городами в Агадире, Надоре, Париже и Танжере. 

## История
Авиакомпания начала свою деятельность 26 февраля 2006 года. Она принадлежала TUI Travel (40%), Attijariwafa Bank (20%), Investima-SGMB (20%) и MM.Marrache et Benabbes Taarji (20%). Акционеры совместно учредили Societe d'Investissement Aerienne, инвестиционную компанию, стоящую за авиакомпанией.

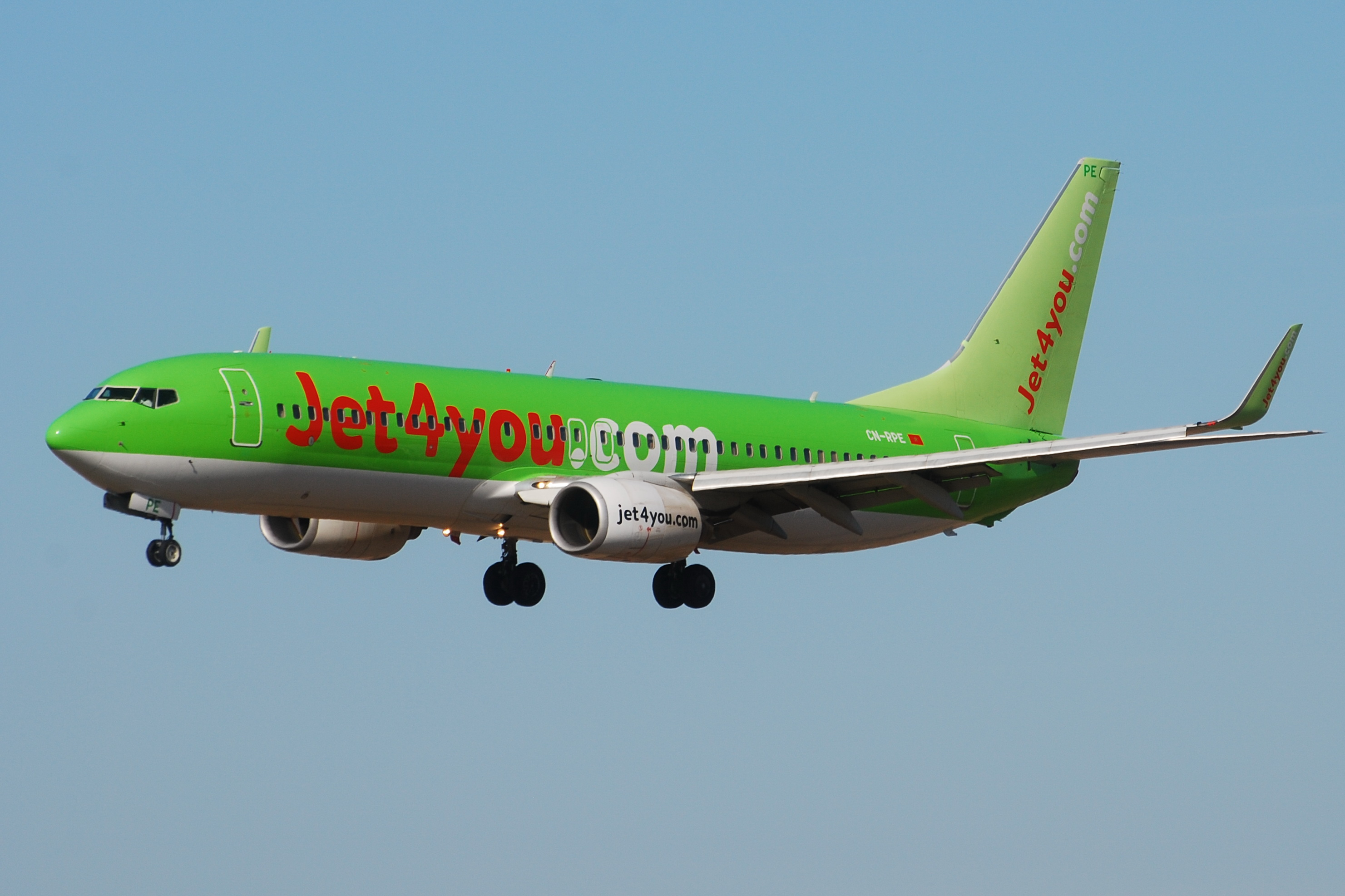
Боинг 737-800 в расцветке Jet4you

10 января 2012 года было объявлено, что Jet4you будет полностью интегрирован в бельгийскую компанию Jetairfly. Jetairfly взял на себя все самолеты, персонал и маршруты от Jet4you. Интеграция с Jetairfly была завершена в 2012 году, и все операции перенесены в апреле 2012 года. Все самолеты теперь окрашены в цвета Jetairfly, и все рейсы забронированы через Jetairfly.